# مارك كروز
مارك كروز (27 يوليو 1992 بكيزون في الفلبين - ) هو لاعب كرة سلة فلبيني في مركز الهجوم خلفي. لعب مع Jumbo Plastic Linoleum Giants ‏ وBlackwater Sports ‏ وCagayan Rising Suns ‏.

## وصلات خارجية
- مارك كروز على موقع ريلجم (الإنجليزية)